# سه پادشاهی: سرنوشت اژدها
سه پادشاهی: سرنوشت اژدها نام یک بازی ویدئویی کامپیوتری در سبک استراتژی می‌باشد که توسط شرکت بازی‌سازی اورمکس استودیوز و بر اساس داستان عاشقانه سه پادشاهی، برای سیستم‌های ویندوز مایکروسافت و اپل مکینتاش ساخته شده است.
بازیکن در این بازی می‌تواند در نقش یکی از سه جنگ‌سالار نام‌آشنای دوران سه امپراتوری در چین، لیو بی از پادشاهی شو، سائو سائو از پادشاهی وی و سون چوان از پادشاهی وو، ظاهر شده و حکومت خود را بنیان‌گذارد. سپس به جمع‌آوری منابع پرداخته، و در طول بازی به ارتقا سازه‌ها، جنگ‌افزارها و تکنولوژی‌هایش بپردازد و با ایجاد یک ارتش قوی، علاوه بر دفاع از سرزمین خود در برابر دشمن، به آنان نیز حمله کرده و با تسخیر دو پادشاهی دیگر در بازی پیروز گردد.
سبک بازی سه پادشاهی: سرنوشت اژدها ریل تایم استراتژی بوده و یادآور مجموعه بازی‌های عصر امپراتوری از شرکت انسمبل استودیوز می‌باشد.